# Open Insulin Project
 (décembre 2023).
La mise en forme du texte ne suit pas les recommandations de Wikipédia : il faut le « wikifier ».
Les points d'amélioration suivants sont les cas les plus fréquents. Le détail des points à revoir est peut-être précisé sur la page de discussion.
- Les titres sont pré-formatés par le logiciel. Ils ne sont ni en capitales, ni en gras.
- Le texte ne doit pas être écrit en capitales (les noms de famille non plus), ni en gras, ni en italique, ni en « petit »…
- Le gras n'est utilisé que pour surligner le titre de l'article dans l'introduction, une seule fois.
- L'italique est rarement utilisé : mots en langue étrangère, titres d'œuvres, noms de bateaux, etc.
- Les citations ne sont pas en italique mais en corps de texte normal. Elles sont entourées par des guillemets français : « et ».
- Les listes à puces sont à éviter, des paragraphes rédigés étant largement préférés. Les tableaux sont à réserver à la présentation de données structurées (résultats, etc.).
- Les appels de note de bas de page (petits chiffres en exposant, introduits par l'outil «  Source ») sont à placer entre la fin de phrase et le point final[comme ça].
- Les liens internes (vers d'autres articles de Wikipédia) sont à choisir avec parcimonie. Créez des liens vers des articles approfondissant le sujet. Les termes génériques sans rapport avec le sujet sont à éviter, ainsi que les répétitions de liens vers un même terme.
- Les liens externes sont à placer uniquement dans une section « Liens externes », à la fin de l'article. Ces liens sont à choisir avec parcimonie suivant les règles définies. Si un lien sert de source à l'article, son insertion dans le texte est à faire par les notes de bas de page.
- La présentation des références doit suivre les conventions bibliographiques. Il est recommandé d'utiliser les modèles {{Ouvrage}}, {{Chapitre}}, {{Article}}, {{Lien web}} et/ou {{Bibliographie}}. Le mode d'édition visuel peut mettre en forme automatiquement les références.
- Insérer une infobox (cadre d'informations à droite) n'est pas obligatoire pour parachever la mise en page.

Pour une aide détaillée, merci de consulter Aide:Wikification.
Si vous pensez que ces points ont été résolus, vous pouvez retirer ce bandeau et améliorer la mise en forme d'un autre article.
L' Open Insulin Project est une communauté de chercheurs et d'avocats travaillant au développement d'un protocole open source pour démocratiser l'insuline en la rendant accessible à tous, à un tarif abordable, transparent et communautaire,,,.

## Histoire
L'Open Insulin Project a été lancé en 2015 par Anthony Di Franco, alors qu'il a été lui-même diagnostiqué diabétique de type 1. Il a décidé de lancer ce projet en réaction aux prix demesurés de l'insuline aux États-Unis. Le projet a été lancé au sein du Counter Culture Labs, un laboratoire communautaire dans la Bay Area.

## Mission
Le projet vise à développer à la fois la méthodologie et le matériel permettant aux communautés et aux individus de produire de l'insuline de qualité médicale pour le traitement du diabète. Ces méthodes seront peu coûteuses afin de lutter contre le prix élevé de l’insuline dans des pays comme les États-Unis. Il existe également un potentiel de production distribuée à petite échelle qui pourrait permettre d’améliorer l’accès à l’insuline dans les endroits où les infrastructures sont peu disponibles. L'accès à l'insuline reste si insuffisant dans le monde que « la moitié de toutes les personnes qui ont besoin d'insuline n'ont pas les moyens financiers ou logistiques nécessaires pour s'approvisionner en quantité suffisante ».

## La raison d'être
A l'origine, le chercheur Frederick Banting  a refusé de mettre son nom sur le brevet après avoir découvert l’insuline en 1923. Le brevet original de l'insuline a ensuite été vendu par ses collaborateurs pour seulement 1 $ à l'Université de Toronto dans le but de le rendre aussi disponible que possible. Malgré cela, pour diverses raisons , il n’existe toujours aucune version générique de l’insuline disponible aux États-Unis. L'insuline reste contrôlée par un petit nombre de grandes sociétés pharmaceutiques et vendue à des prix inabordables pour ceux qui en dépendent pour vivre, en particulier ceux qui n'ont pas d'assurance. Ce manque de disponibilité a entraîné des décès, comme celui d’Alec Smith, décédé en 2017 par manque d’insuline. L'Open Insulin Project est motivé par le besoin urgent de protéger la santé des personnes atteintes de diabète, quel que soit leur statut économique ou professionnel, en développant des méthodes peu coûteuses de production d'insuline accessibles à tous.

## Recherche
Le projet utilise des micro-organismes génétiquement modifiés pour produire de l'insuline à action prolongée (glargine) et à action courte (lispro) à l'aide de techniques standard en biotechnologie et, selon leur publication de décembre 2018, la « première étape majeure – la production d'insuline à l'échelle du laboratoire – est Presque complet".
Le projet estime que le coût de production d'insuline via les méthodes Open Insulin est tel qu'environ 10 000 dollars devraient suffire pour démarrer un groupe doté de l'équipement nécessaire pour produire suffisamment d'insuline pour 10 000 personnes".
Une estimation plus récente (mai 2020) de l'Open Insulin Foundation indique qu'il en coûtera 200 000 $ (prix unique, par patient de 7 à 20 $) pour l'équipement usagé et jusqu'à 1 000 000 $ (prix unique, par patient de 73 $) pour les nouveaux équipements. Le prix moyen par flacon a été estimé à 7 dollars, chaque patient ayant besoin de deux flacons par mois.

## Voir également
- OpenAPS, un projet visant à créer une technologie de système de pancréas artificiel open source
- Nightscout